# Prichard (Alabama)
Prichard ist eine US-amerikanische Stadt in Alabama im Mobile County. Sie hatte 19.322 Einwohner (Stand: Volkszählung 2020) auf einer Fläche von 66,0 km².
Prichard entstand in den 1830er Jahren als eine kleine Siedlung an der damaligen Telegrafenlinie. Bis um das Jahr 1900 blieb der Ort eine sehr kleine Siedlung, danach kam es zu einem stetigen Wachstum der Einwohnerzahl. Im Jahr 1925 bekam Prichard die Stadtrechte und während des Zweiten Weltkriegs siedelten sich einige Schiffbauer und mit ihnen viele Arbeitskräfte in der Stadt an.
In den 1960er Jahren erreichte die Stadt ihre höchste Einwohnerzahl mit 47.371 Bürgern. Seitdem fällt die Einwohnerzahl aufgrund der wirtschaftlich schwierigen Situation in der gesamten Region stetig. In den 1980er Jahren erreichte die Arbeitslosigkeit der Bewohner der Innenstadt einen Wert von 80 Prozent, mittlerweile ist aber wieder auf einen Wert von 30 Prozent abgefallen.
Besondere Berühmtheit erlangte Prichard kurz vor Weihnachten am 23. Dezember 2010: aus Geldmangel vor die Wahl gestellt entweder die städtischen Leistungen (wie Abfallbeseitigung oder Polizeidienst) einzustellen oder die Pensionsleistungen für 150 im Ruhestand befindliche Pensionäre ersatzlos zu streichen, entschied sich die Stadt für letzteres sowie ein Insolvenzverfahren mit Bankrotterklärung. Eine Erhöhung von Steuern und Abgaben war wegen deren besonderer Höhe dem Bürger nicht zumutbar und daher nicht durchzuführen. Dieser einmalige Vorfall in der Geschichte der USA könnte der Anfang von weiteren Streichungen der von einigen klammen öffentlichen Gebietskörperschaften zugesagten Pensionen sein. 
Ein Ort in Prichard ist im National Register of Historic Places  eingetragen (Stand 30. Januar 2020), das Charles Denby Garrison Sr. House.

## Söhne und Töchter der Stadt
- Lil Greenwood (1924–2011), Sängerin